# Tüpfelverschluss
Als Tüpfelverschluss wird bei Hoftüpfeln das Anlegen des Torus an den Porus bezeichnet, das infolge Druckänderung im Zelllumen auftreten kann.

## Ursache

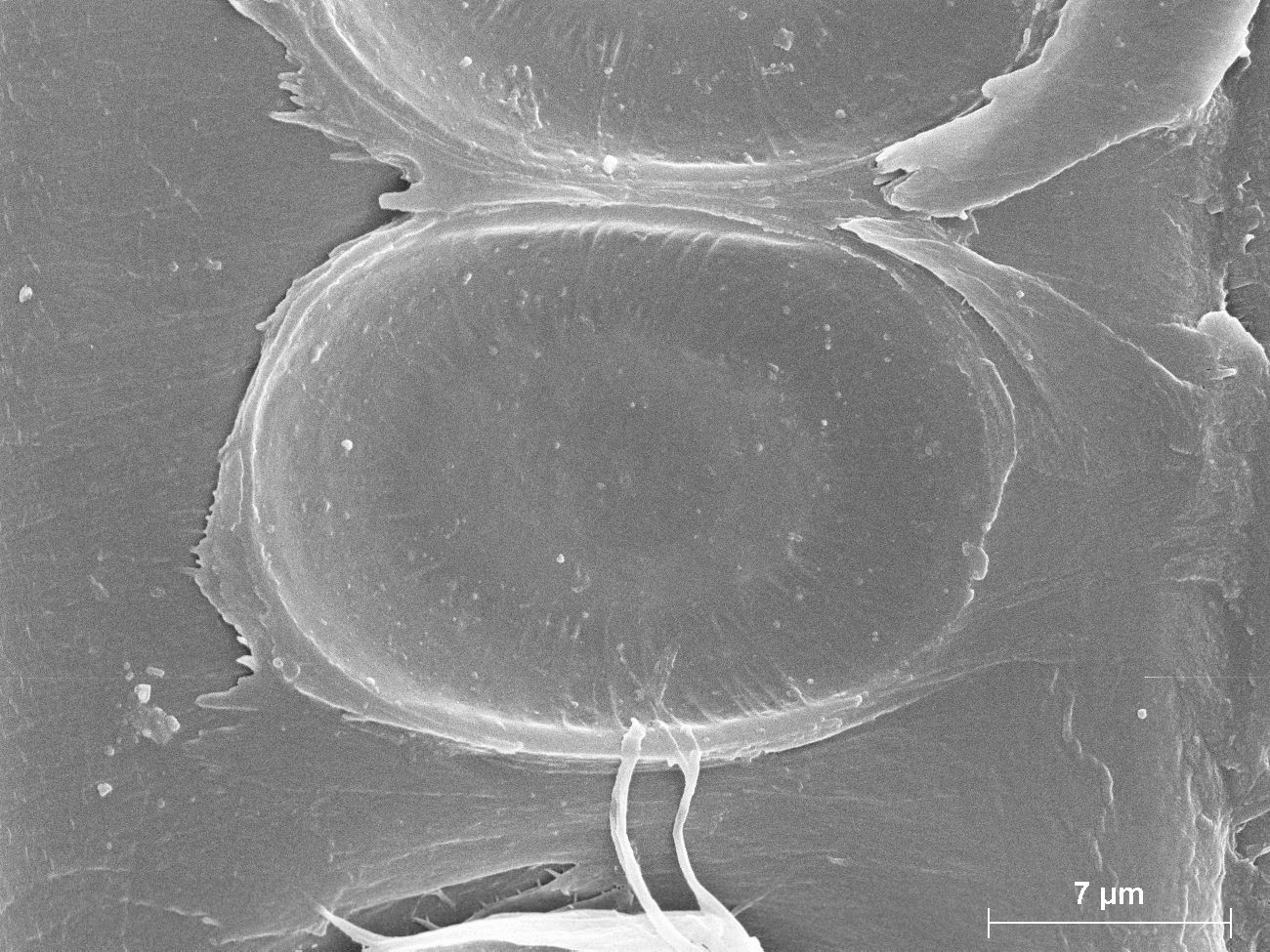
Tüpfelverschluss im Kernholz (Picea abies)

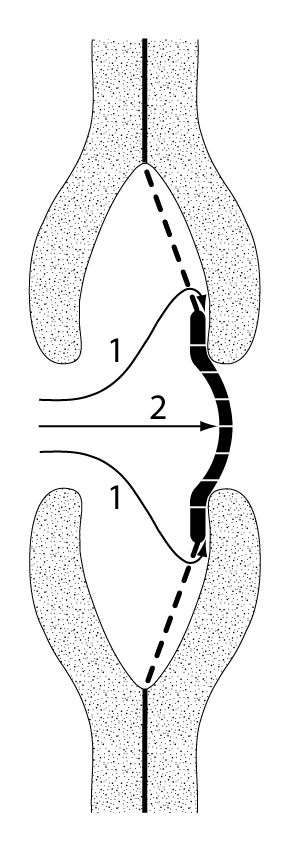
Mögliche Fließwege durch einen verschlossenen Hoftüpfel

Kommt es im Zuge der Kernholzbildung bzw. der Trocknung des Holzes nach dem Fällen eines Baumes zu einer Abnahme der Holzfeuchte, kann dies einen Verschluss der Hoftüpfel nach sich ziehen. Da die Tüpelmargo aufgrund ihrer fibrillären Struktur eine gewisse Flexibilität besitzt, kann sich der Torus bei Druckänderungen oder Lufteinbruch in das Zelllumen an die Randwulst anlegen und so den Porus verschließen. Anatomische Voraussetzung für die Möglichkeit des Tüpfelverschlusses ist dabei das Vorhandensein eines Torus. Das Phänomen ist folglich auf die Hoftüpfel der Pinaceae beschränkt.

## Einflussfaktoren
In chemischer Hinsicht stellen die Oberflächenspannung und die Adhäsion wichtige Einflussfaktoren auf den Tüpfelverschluss dar. Je geringer die Oberflächenspannung der Flüssigkeit ist, von der aus getrocknet wird, desto geringer ist die Neigung zum Tüpfelverschluss. Da die Adhäsion des Torus an der Randwulst auf Wasserstoffbrückenbindungen basiert, verhindert die Trocknung ausgehend von bestimmten organischen Lösungen, die zur Ausbildung von Wasserstoffbrückenbindungen nicht fähig sind, einen bleibenden Tüpfelverschluss.
Hoftüpfel im Spätholz der Nadelhölzer besitzen im Vergleich zu Tüpfeln im Frühholz einen geringeren Durchmesser, einen dickeren Torus und eine dichtere Margo. Durch die höhere mechanische Stabilität der Tüpfelmembranen besitzen Spätholztüpfel eine geringere Tendenz zum Verschluss.
Während der Kernholzbildung kommt es zu einer Inkrustierung mit Harzsäuren, Monoterpenen, Fettsäuren und weiteren Extraktstoffen. Dadurch wird der Tüpfelverschluss auf zweierlei Weise erhöht: Einerseits reduzieren die Extraktstoffe den Durchmesser der Tüpfelporen; andererseits fungieren sie als eine Art Kleber, der die Bindung des Torus an die Randwulst verbessert.

## Einfluss auf die Tränkbarkeit
Eine Reihe holztechnologischer Prozesse, z. B. in den Bereichen des Holzschutzes, der Holzmodifikation oder der Zellstoffherstellung, hängen von der Tränkbarkeit des Holzes ab. Nachteilig erweist sich hier, dass der Durchfluss von Flüssigkeiten durch verschlossene Hoftüpfel stark eingeschränkt ist. Er ist jedoch nicht gänzlich ausgeschlossen. Zwei Fließwege sind möglich:
- Der erste Weg verläuft durch die Öffnungen der Margo und dann zwischen Torus und Randwulst in das Zelllumen der benachbarten Zelle. Die Breite und die Dichtheit der Kontaktzone von Torus und Randwulst stellen die wesentlichen Faktoren dar, die den Durchfluss über diesen Weg beeinflussen. In den meisten Fällen ist diese Kontaktzone relativ undurchlässig. Bei einigen Arten verhindert eine aufgelagerte Warzenschicht einen dichten Verschluss.
- Der zweite Weg führt direkt durch kleine Öffnungen des Torus.

Der Tüpfelverschluss ist kein irreversibler Vorgang. Bei einer Wiederbefeuchtung des Holzes kann es im Splintholz durch ein Lösen von Wasserstoffbrückenbindungen zu einem Öffnen verschlossener Tüpfel kommen. Dies macht sich die Druckimprägnierung mit wasserbasierten Holzschutzmitteln zunutze.